# Göran Norrsell
Hans Göran Norrsell, född 12 februari 1934 i Helsingborg, död 21 maj 1993, var en svensk jurist som var lagman i Varbergs tingsrätt från 1985 till sin död 1993.
Norrsell blev juris kandidat vid Lunds universitet 1960 och genomförde tingstjänstgöring 1960-1962 innan han 1963 blev fiskal vid hovrätten för Västra Sverige. Han tjänstgjorde vid handelsdepartementet 1970-1971 och blev rådman i Göteborgs tingsrätt 1973. Han var rådman i  Helsingborgs tingsrätt innan han 28 mars 1985 utnämndes till lagman i Varbergs tingsrätt
Norrsell var son till häradshövding Sven Norrsell och hans maka Marta, född Gorton.